# Antonianie

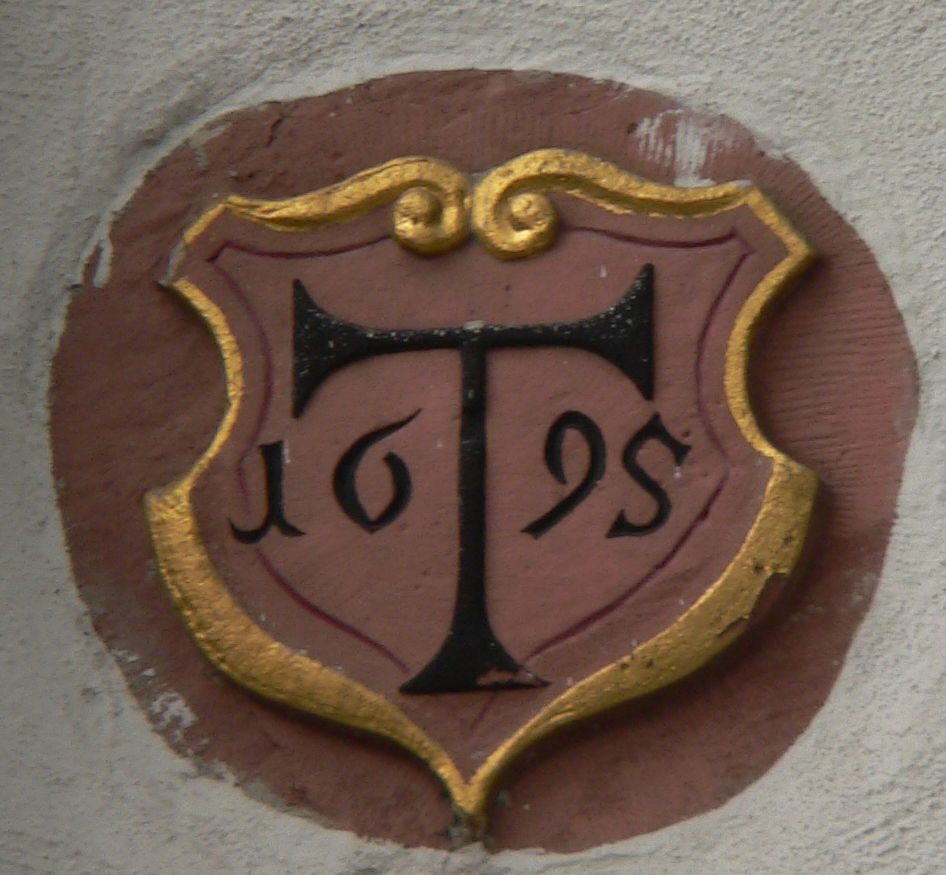
Krzyż antonianów

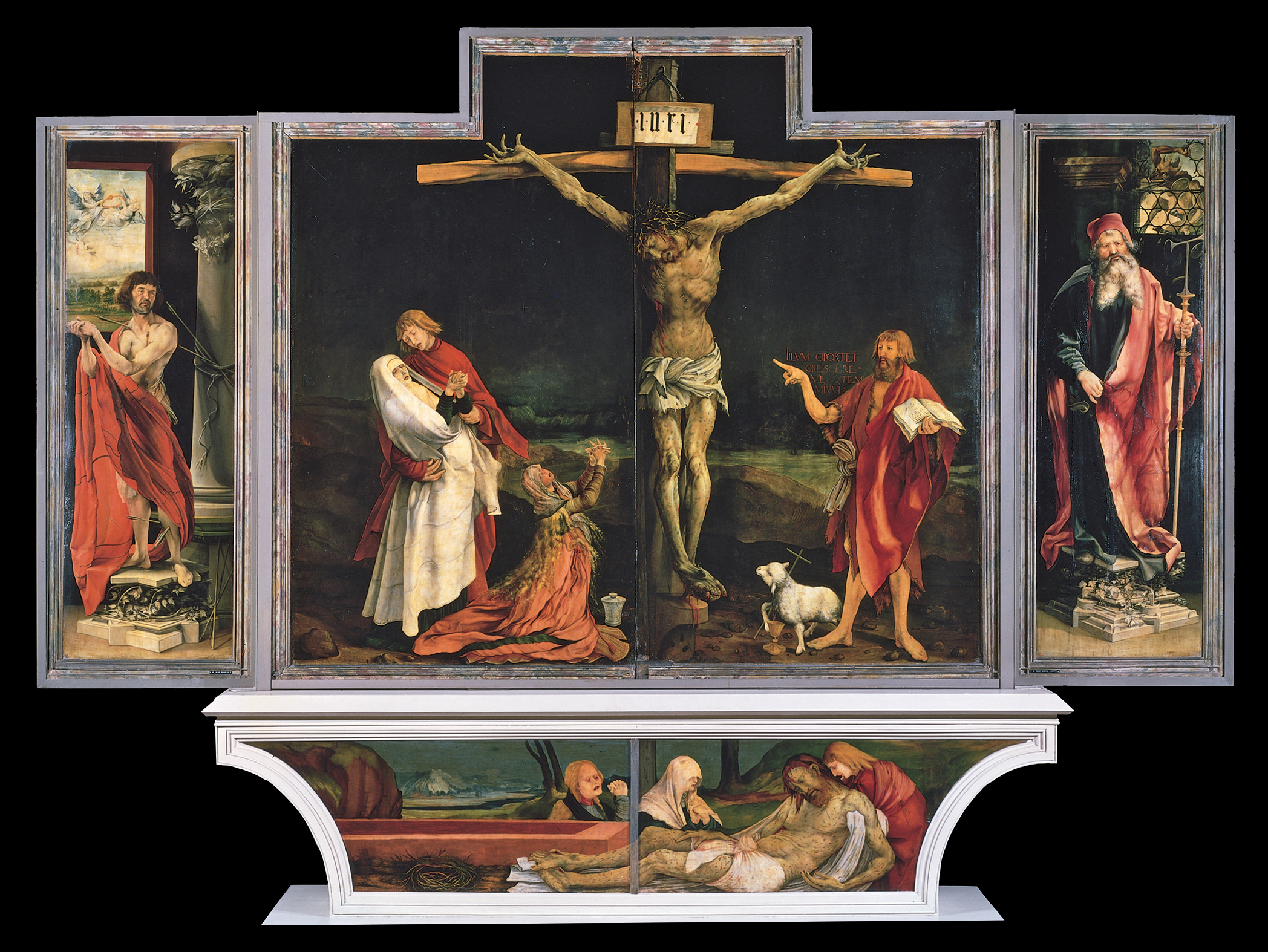
Ołtarz z Isenheim

Antonianie, Zakon szpitalny św. Antoniego, (określani również jako antonici) – zakon szpitalny założony w 1095 i zlikwidowany w 1803, żyjącego według reguły św. Augustyna. Nazwa wywodzi się od św. Antoniego Pustelnika.
Zakon został założony przez francuskiego rycerza Gaston of Valloire z wdzięczności za uzdrowienie syna z ergotyzmu, zwanego ogniem św. Antoniego, w celu opieki nad osobami cierpiących na tę chorobę.
Pierwotnie było to świeckie stowarzyszenie przy szpitalu St-Didier-de-la-Mothe. W 1095 zatwierdził je papież Urban II. Od 1217 jego członkowie składali trzy śluby zakonne, od 1297 żyli według reguły św. Augustyna. W okresie świetności posiadali w Europie 369 szpitali. 
Zakonem kierował wielki mistrz lub opat generalny klasztoru St.-Didier, a poszczególnymi domami komturowie. Co trzy lata zbierała się kapituła generalna. W 1502 cesarz Maksymilian I nadał im herb przedstawiający czarnego cesarskiego orła z krzyżem św. Antoniego. 
Zakon był reformowany w 1616 i 1630. W 1777 został połączony z zakonem maltańskim. W 1803 zakon antonianów zsekularyzowano.
Do Polski antonianów sprowadził biskup wrocławski Henryk z Wierzbna, który nadał im pomiędzy 1313 a 1314 dwa przywileje. Zakonnicy prowadzili szpital w Brzegu. W 1494 po pożarze miasta zrezygnowali z dalszej działalności. Zakupiono wówczas dom, w którym zakonnicy mieszkali aż do swej śmierci w pierwszej ćwierci XVI w. W latach 1343–1346 usiłowali przejąć patronat nad farą w Środzie Śląskiej, ale wskutek objęcia jej rezerwacją papieską nie odnieśli sukcesu. W latach 1507–1519 przebywali przy kaplicy szpitalnej św. Anny we Fromborku.
Z zakonem antonianów związany jest słynny Ołtarz z Isenheim Matthiasa Grünewalda. Dawny kościół antonitów w Kolonii (obecnie ewangelicki) należy do bardziej popularnych świątyń w tym mieście.